# Bleuette
 (février 2019).

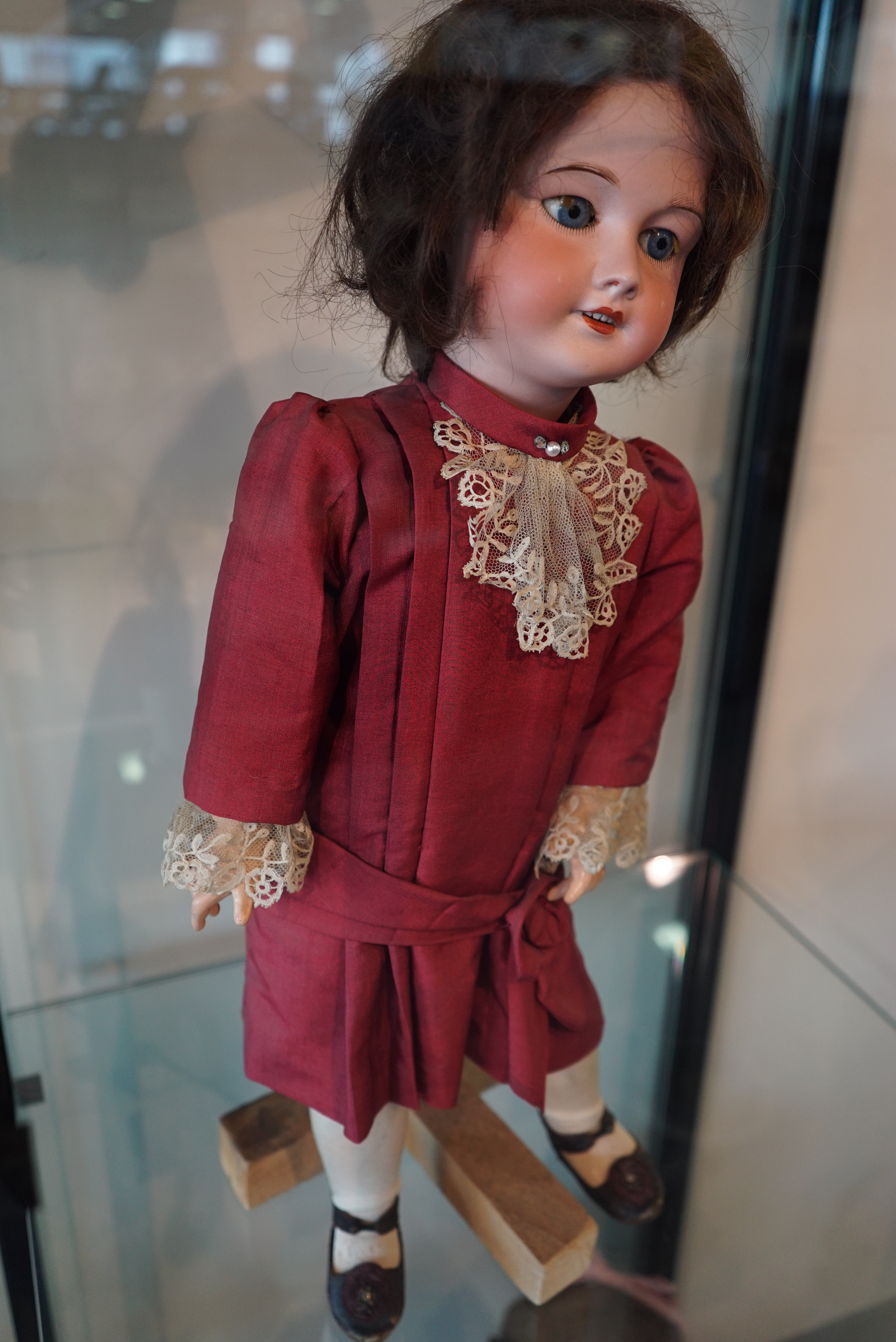
Bleuette de la collection du Musée-hôtel Le Vergeur.

Bleuette est une poupée, entièrement articulée (11 articulations), fournie (fabriquée ou assemblée) par la S.F.B.J. et diffusée (donnée puis vendue), sous le nom de « Bleuette » par les Éditions Gautier puis Gautier-Languereau, éditeurs de la Semaine de Suzette. 

## Historique
La Bleuette a été créée en 1905 par les éditions Gautier pour le lancement du journal La Semaine de Suzette. C'est la S.F.B.J. (Société française de fabrication de bébés et jouets) qui la fabriquait. Elle était offerte en prime pour tout abonnement. Les 20 000 premières Bleuette furent très rapidement distribuées. Ces premières Bleuette sont maintenant très rares et les collectionneurs en offrent des prix élevés. Gautier demanda donc à la S.F.B.J. de rapidement les réapprovisionner afin de respecter leur engagement vis-à-vis des abonnés. Il semble que la S.F.B.J. ait pu partiellement fournir des poupées identiques aux 20 000 précédentes. Mais il est vraisemblable que des petites poupées de mêmes dimensions et de qualité analogue ont été fournies par la S.F.B.J. en attendant l'arrivée des petites poupées allemandes Fleishmann 6/0.
Outre son rôle de prime, Bleuette était appelée à servir de mannequin pour les jeunes lectrices que le journal voulait initier à la couture. Devant le succès de leur poupée, les éditions Gautier, puis Gautier-Languereau, l'offrirent à la vente. Pour diminuer le prix de revient (les premières Bleuette étant dérivées des Jumeau taille 2) le directeur de la S.F.B.J., Salomon Fleishmann, fit appel à la production germanique.
Ces poupées, après les 20 000 premières dites « Bleuette Jumeau » qui furent envoyées aux 20 000 premières abonnées, furent remplacées très vite, en raison de l'épuisement des stocks et pour des raisons commerciales, par lesdites « Bleuette-Fleishmann ». Celles-ci portent gravés sur la nuque les chiffres 0/6 et assez souvent un petit signe cabalistique tel que v, ou √ ou ∂ qui, selon les spécialistes, est la signature de l'ouvrier. Celles-ci venaient d'Allemagne, commandées par le directeur de l'époque de la S.F.B.J., allemand lui-même, Salomon Fleishmann.
Avec la Grande Guerre, il n'était plus question de se fournir en Allemagne. La S.F.B.J. se tourna alors vers le moule 60 (qu'elle exploitait déjà en plusieurs tailles). La taille retenue pour Bleuette fut donc et, assez longtemps, uniquement le 8/0 ; elle mesurait 27 cm. La nuque porte donc gravés : S.F.B.J.- 60 - 8/0. La tête fut longtemps faite en biscuit. La bouche est toujours ouverte, sur quatre incisives. Les yeux sont d'abord fixes puis dormeurs, à partir de 1919/1920. Puis, plusieurs moules se sont succédé, assez proches les uns des autres. Mais si l'expression évoluait avec eux, la dimension de la poupée, elle, ne changea qu'une fois, en 1933. De 1905 à 1933, elle a donc toujours mesuré 27 cm. Puis 29 cm, à partir de 1933, et ce définitivement jusqu'à sa disparition, en 1957.

### Ouvrages en français
- (fr) Colette Merlen, « Bleuette » poupée de la Semaine de Suzette, Tome 1, éditions de l'Amateur, 1992.
- (fr) Colette Merlen, « Bleuette » poupée de la Semaine de Suzette, Tome 2, éditions de l'Amateur, 2005
- (fr) Samy Odin, Les Poupées de la S.F.B.J. de 1899 à 1957
- (fr) Samy Odin et Monique Couturier, Bleuette, son trousseau d'origine Gautier-Languereau de 1905 à 1960
- (fr) Billy Boy, Bleuette : la petite fille modèle de la collection Billyboy, éditions Maeght, 1993
- (fr) Monique Chollet, Le trousseau de Rosette et de sa petite sœur Bleuette 1956-1960
- (fr) Monique Chollet, Rosette, la grande sœur de Bleuette
- (fr) Marie-Edith Charles-Mylius, Nous habillons Bleuette, 1923-1933, CERP
- (fr) François Theimer, Madame la poupée Bleuette, éditions de l'Amateur, 1996.
- (fr) François Theimer, L'authentique Bleuette
- (fr) Hélène Bugat-Pujol, Bleuette résiste : son trousseau de 1940 à 1949 (1998).
- (fr) Hélène Bugat-Pujol, Bleuette défile (2003)
- (fr) Hélène Bugat-Pujol, Le Petit Bambino de Suzette :  Étude du petit frère de Bleuette (2002)
- (fr) Albert Bazin, Les chapeaux de Bleuette
- (fr) Hélène et Daniel Bugat-Pujol, Suzette, gentille cousette : Répertoire contenant la totalité de la garde-robe de Bleuette parue dans la revue de la semaine de Suzette de 1905 à 1960 (1999)

### Ouvrages en anglais
- (en) Agnes  J.Sura, Bleuette identified
- (en) Doris Anderson Lechler, Bleuette, Her Gautier-Languereau Ads and Catalogues of Fashion
- (en) Doris Anderson Lechler, Bleuette, her Faces, Fashions and Family
- (en) Louise Hedrick et Barbara Craig Hilliker, Bleuette Clothing Patterns - 1905 -1916